# Siedlec (Strzelce)
Pour les articles homonymes, voir Siedlec.
Siedlec est une localité polonaise du gmina de Izbicko, située dans le powiat de Strzelce en voïvodie d'Opole.